# Zielona Góra

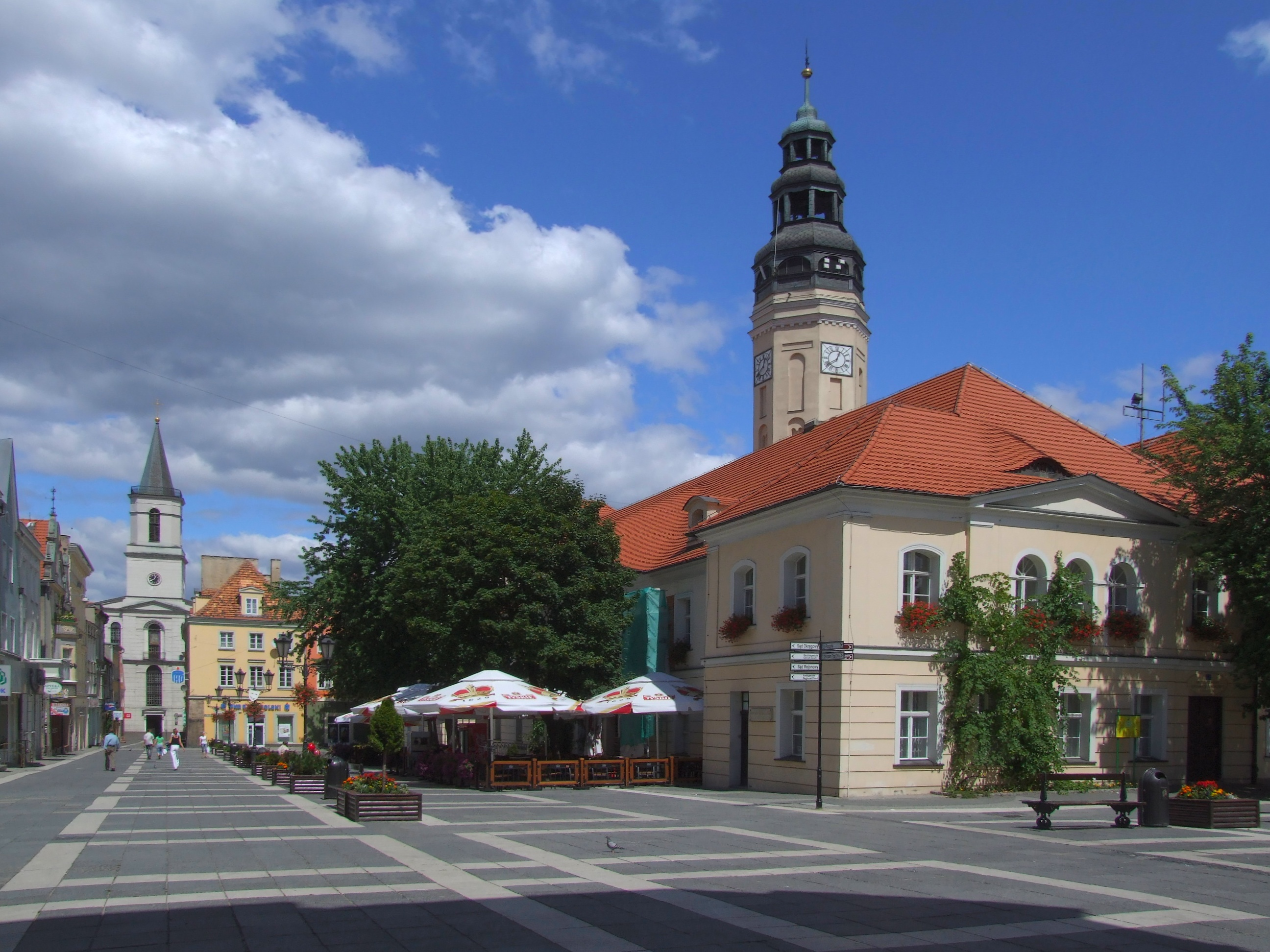
Rathaus und Turm der Kirche der Muttergottes von Częstochowa

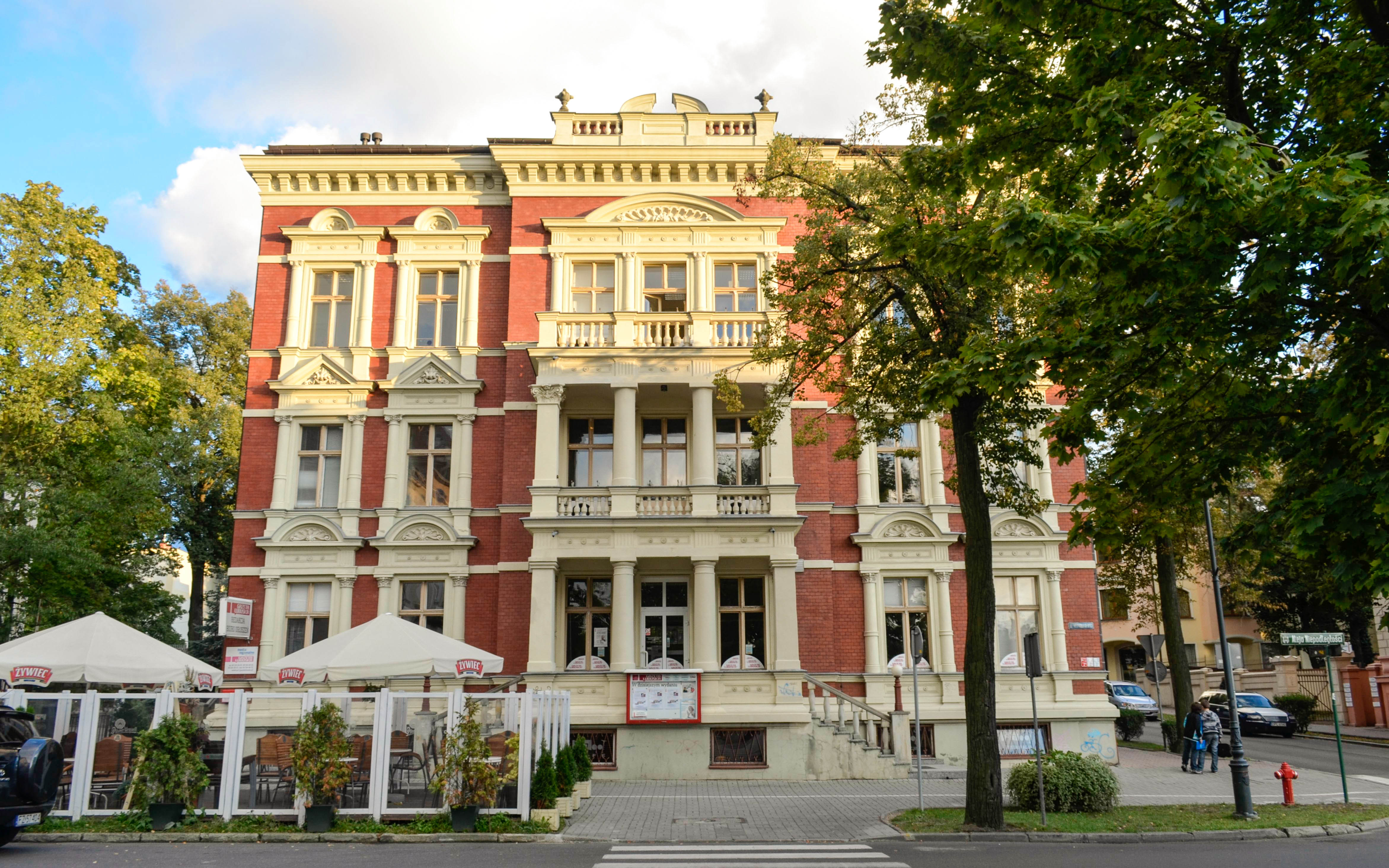
Bebauung im Stadtzentrum

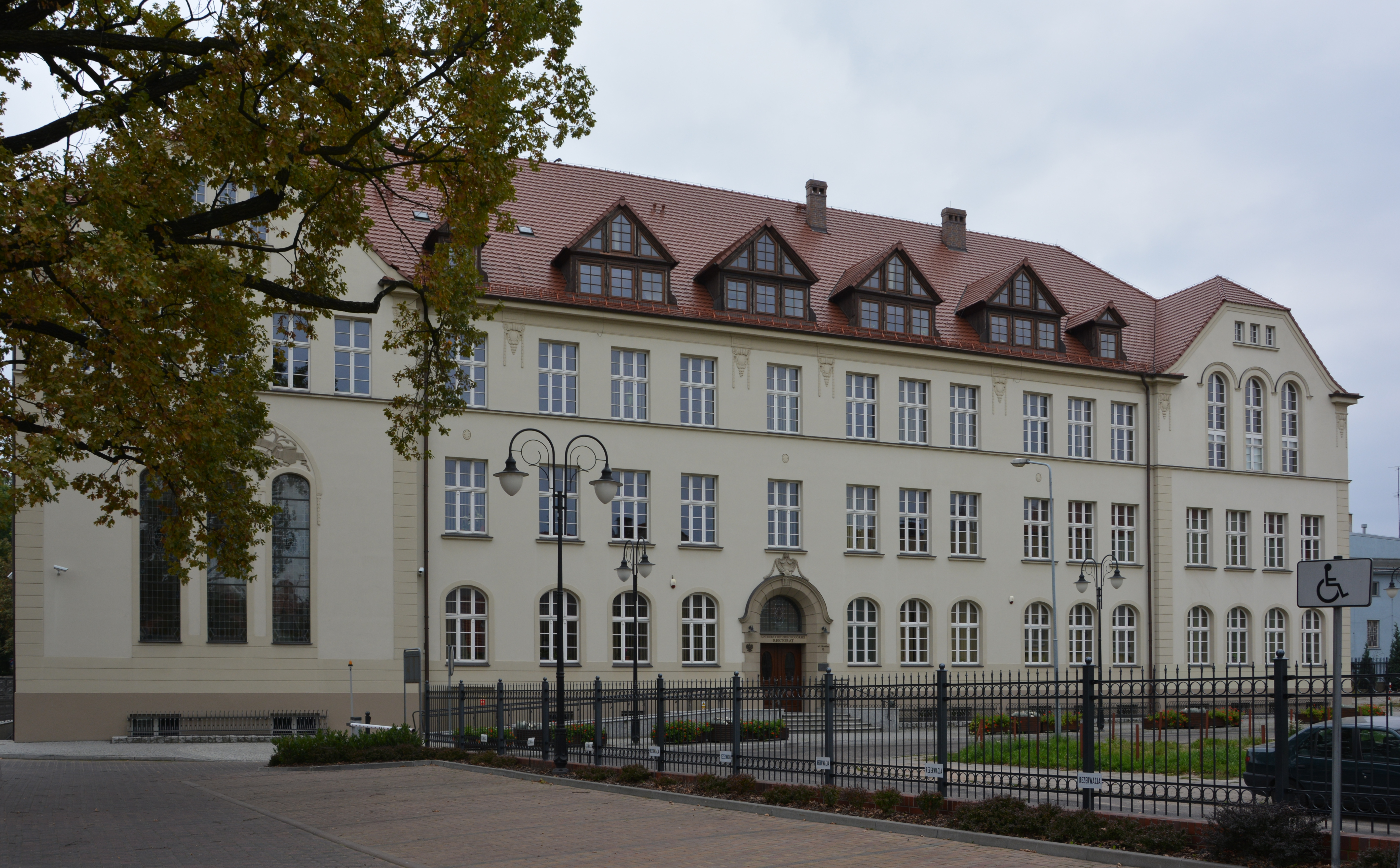
Hauptverwaltung der Universität

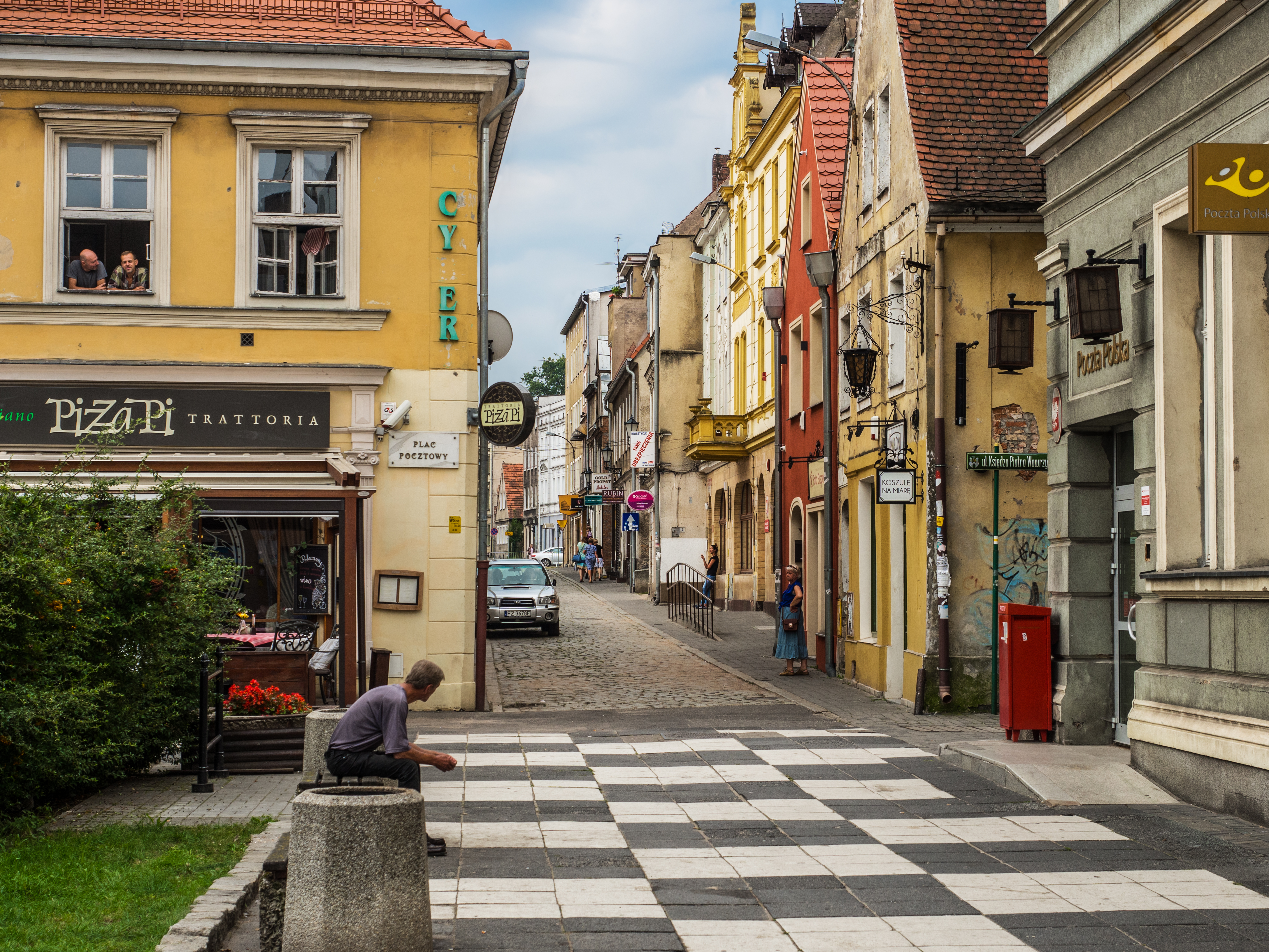
Die Ulica Grottgera in der Innenstadt

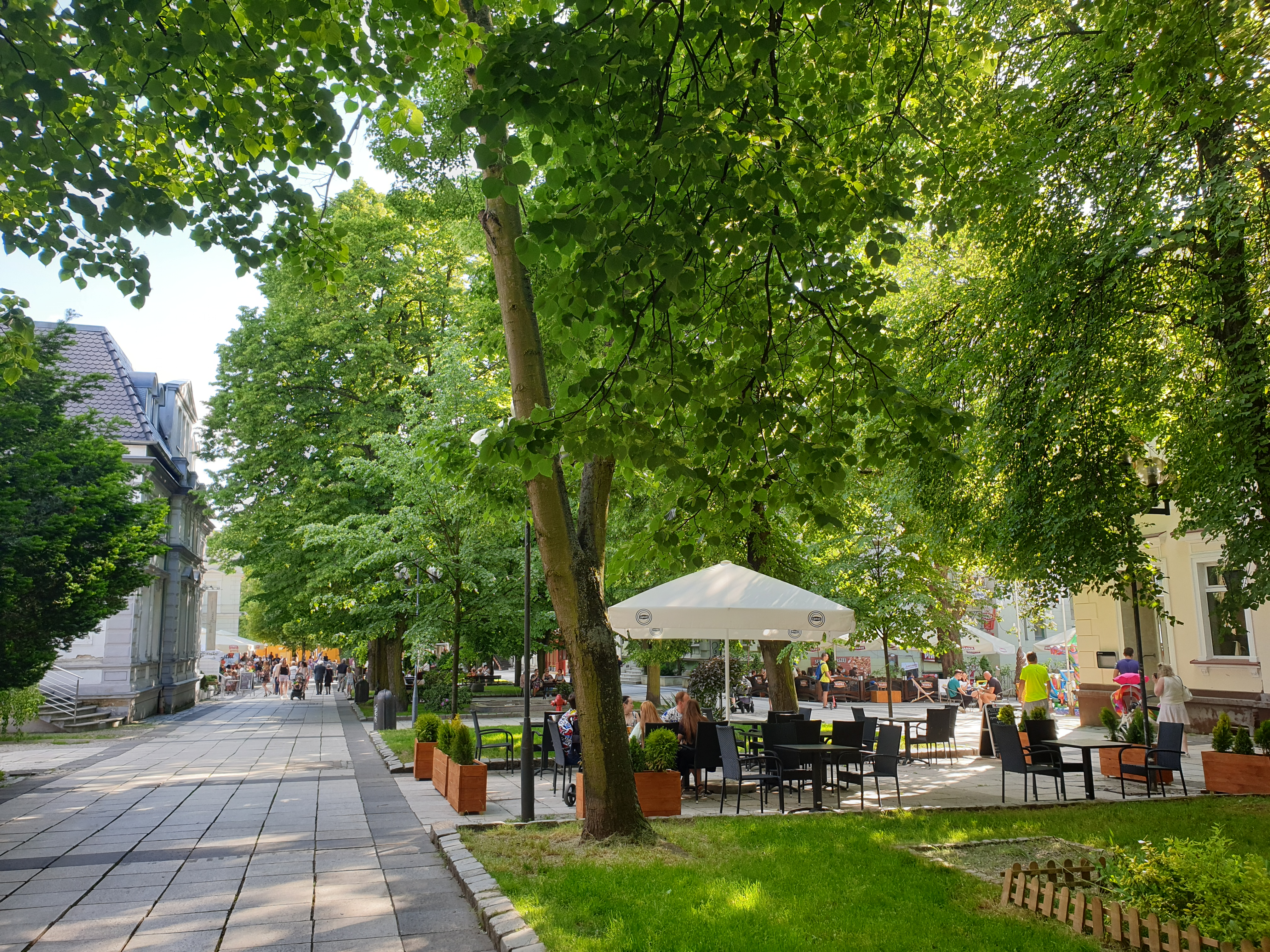
Fußgängerzone Aleja Niepodległości

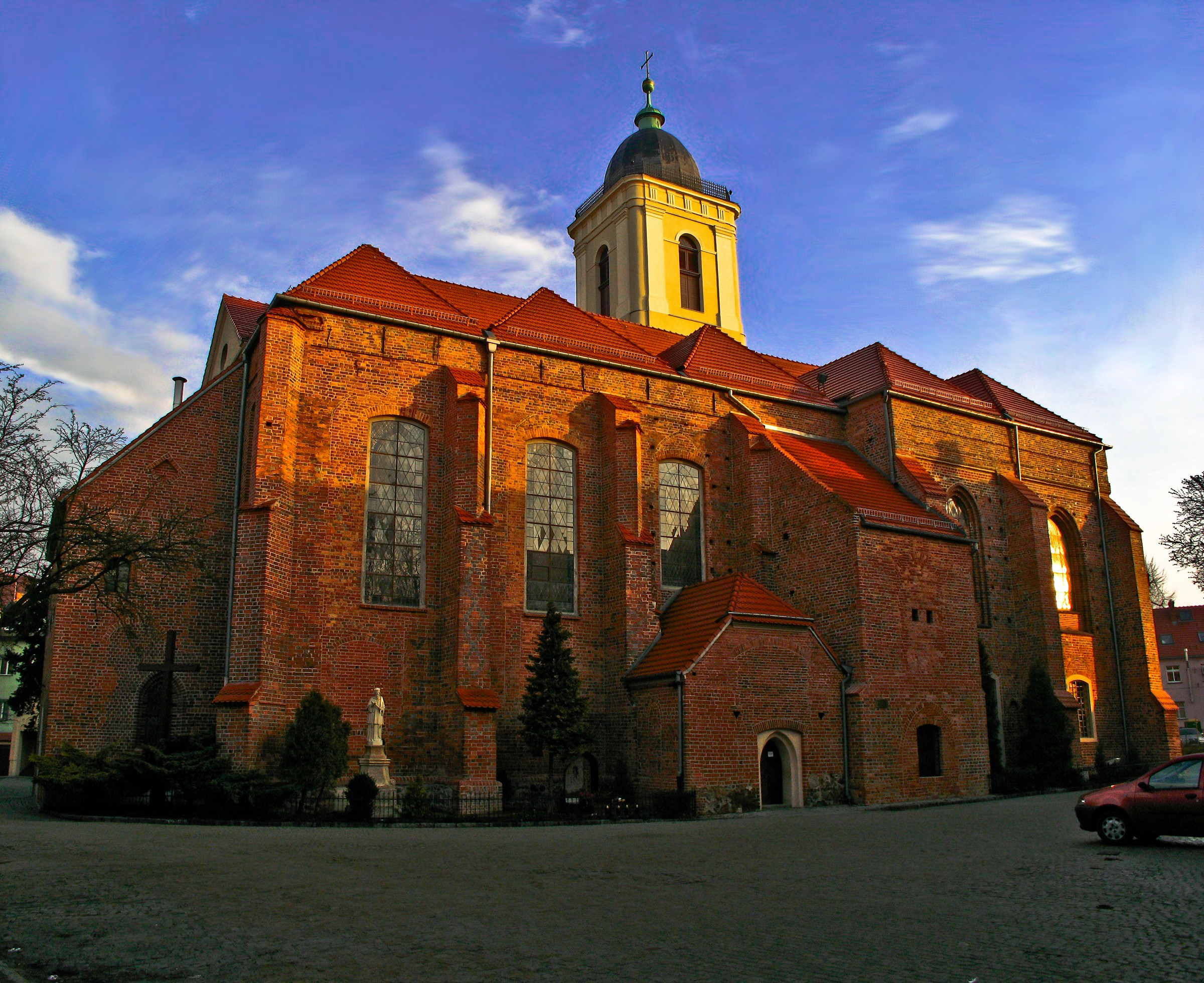
Konkathedrale St. Hedwig

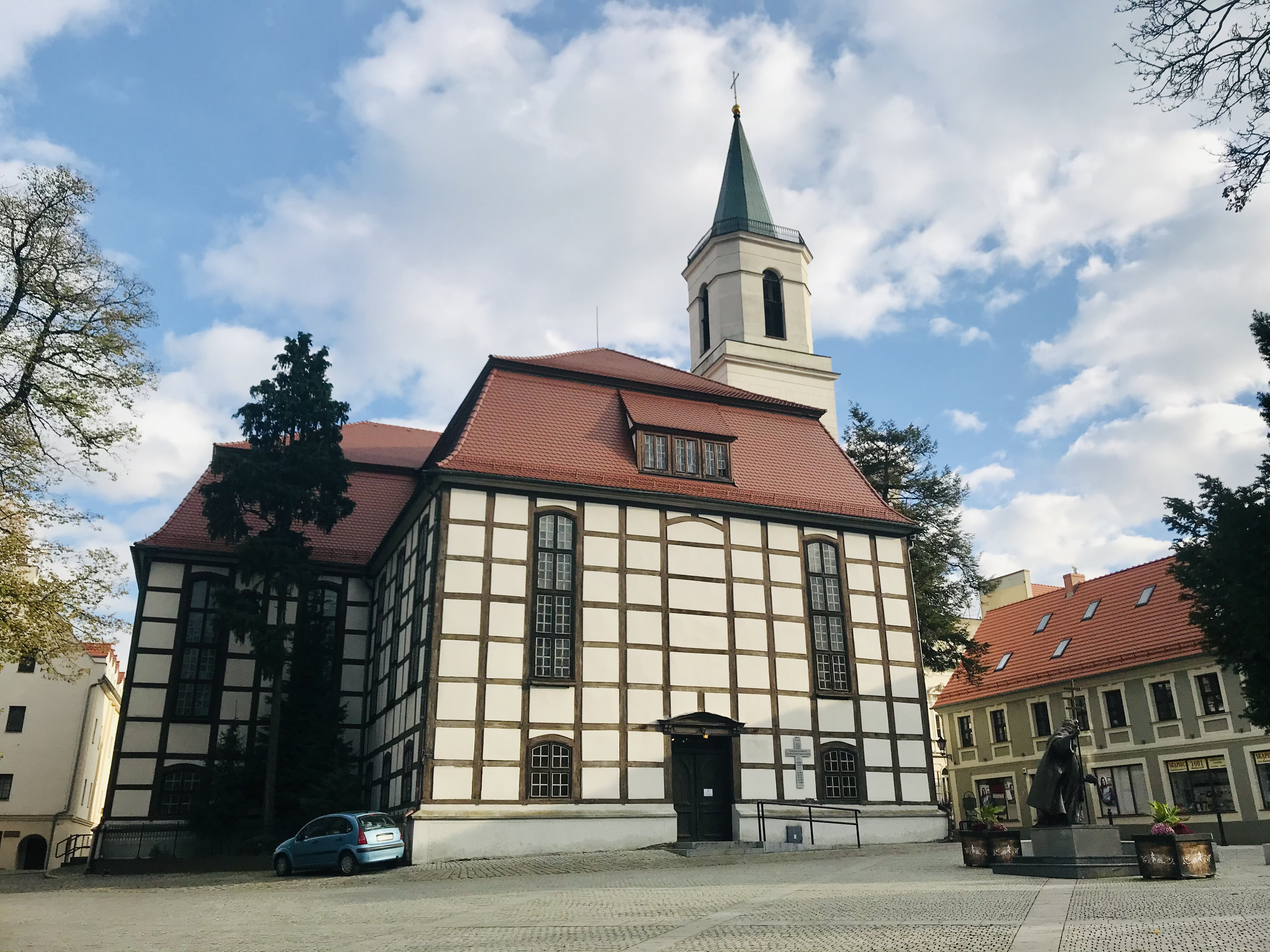
Kirche Unserer Lieben Frau von Częstochowa/ehem. Bethauskirche

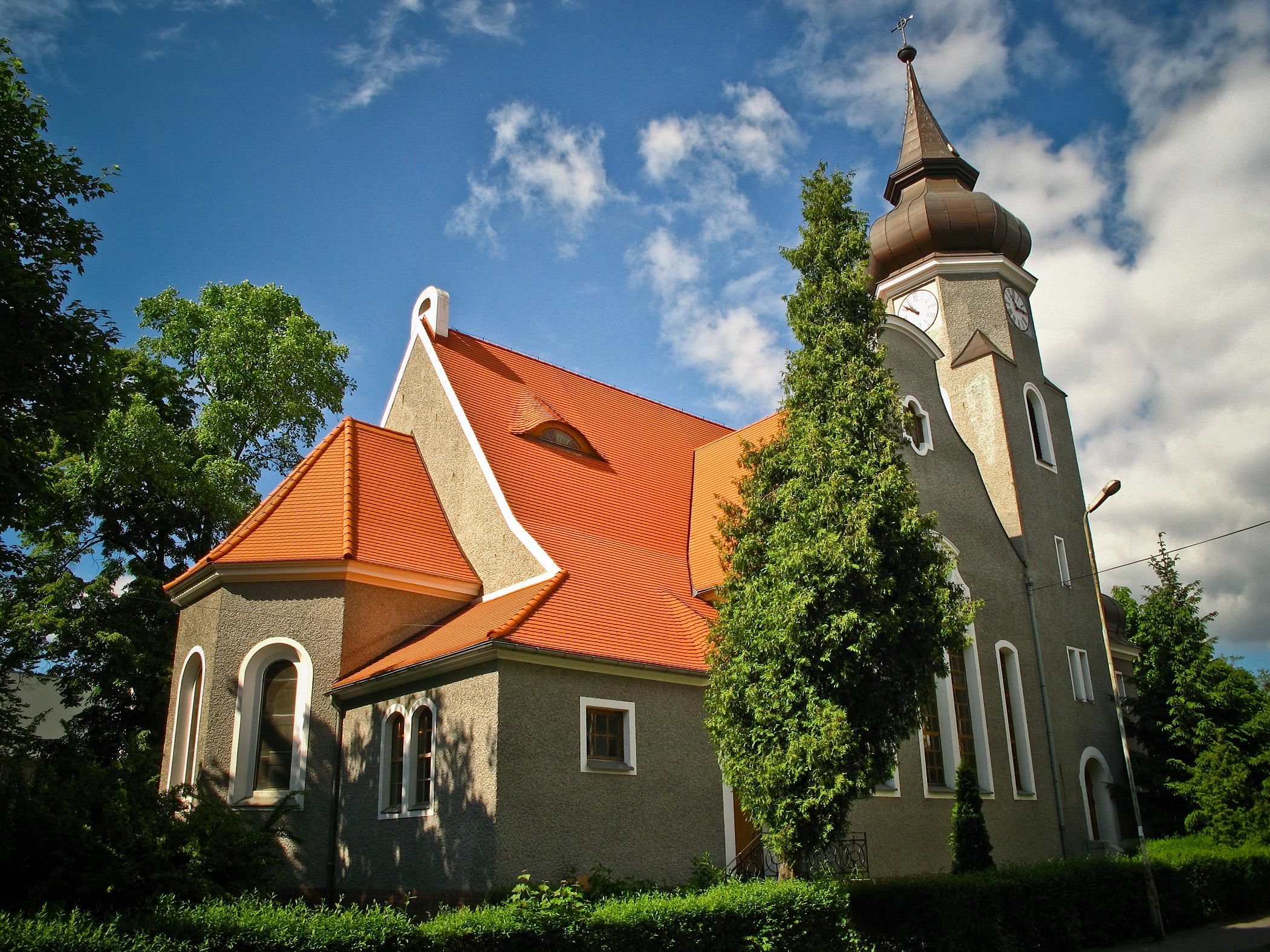
Evangelisch-Augsburgische Kirche

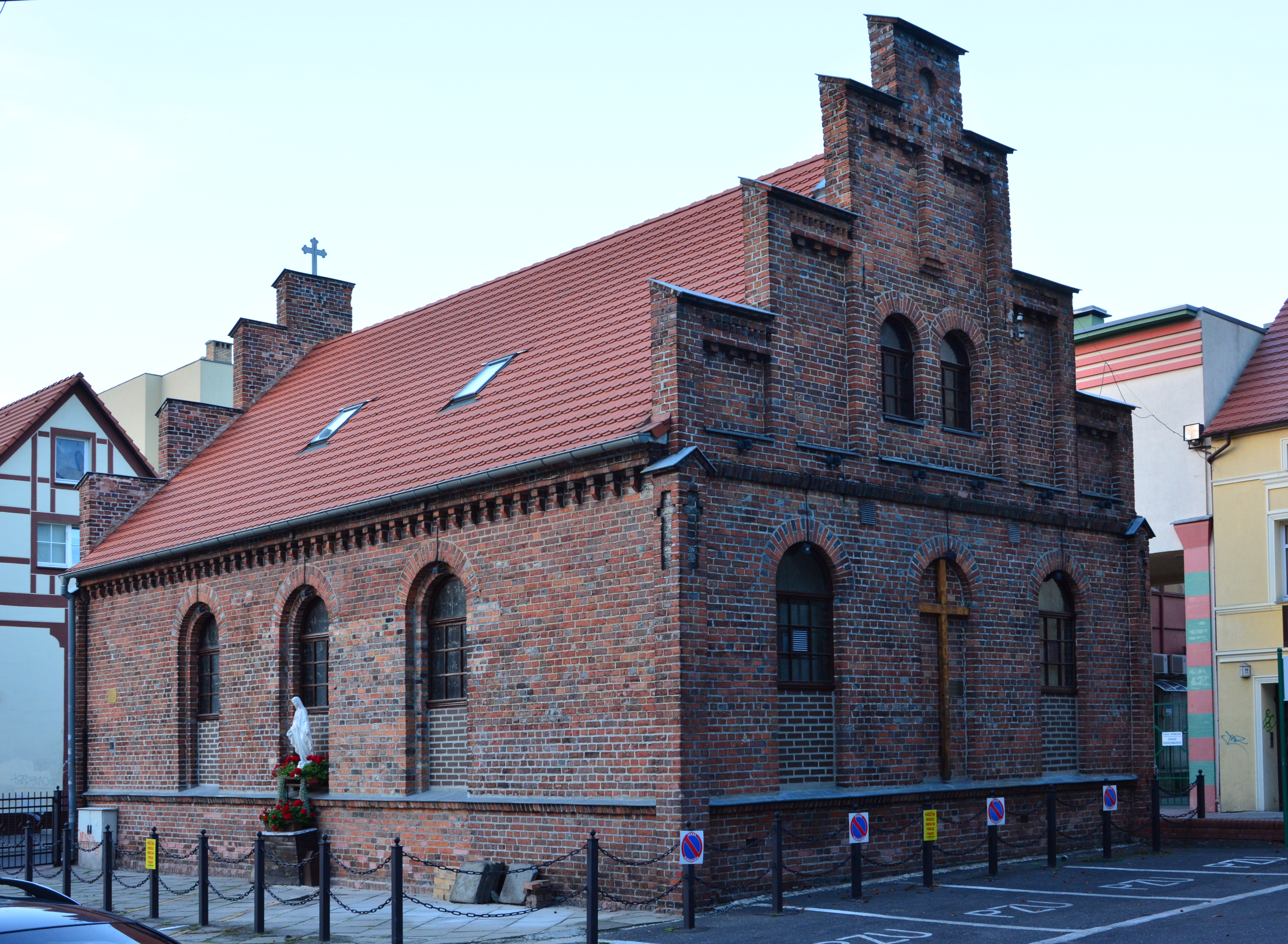
Kirche der Heiligen Maria Königin von Polen

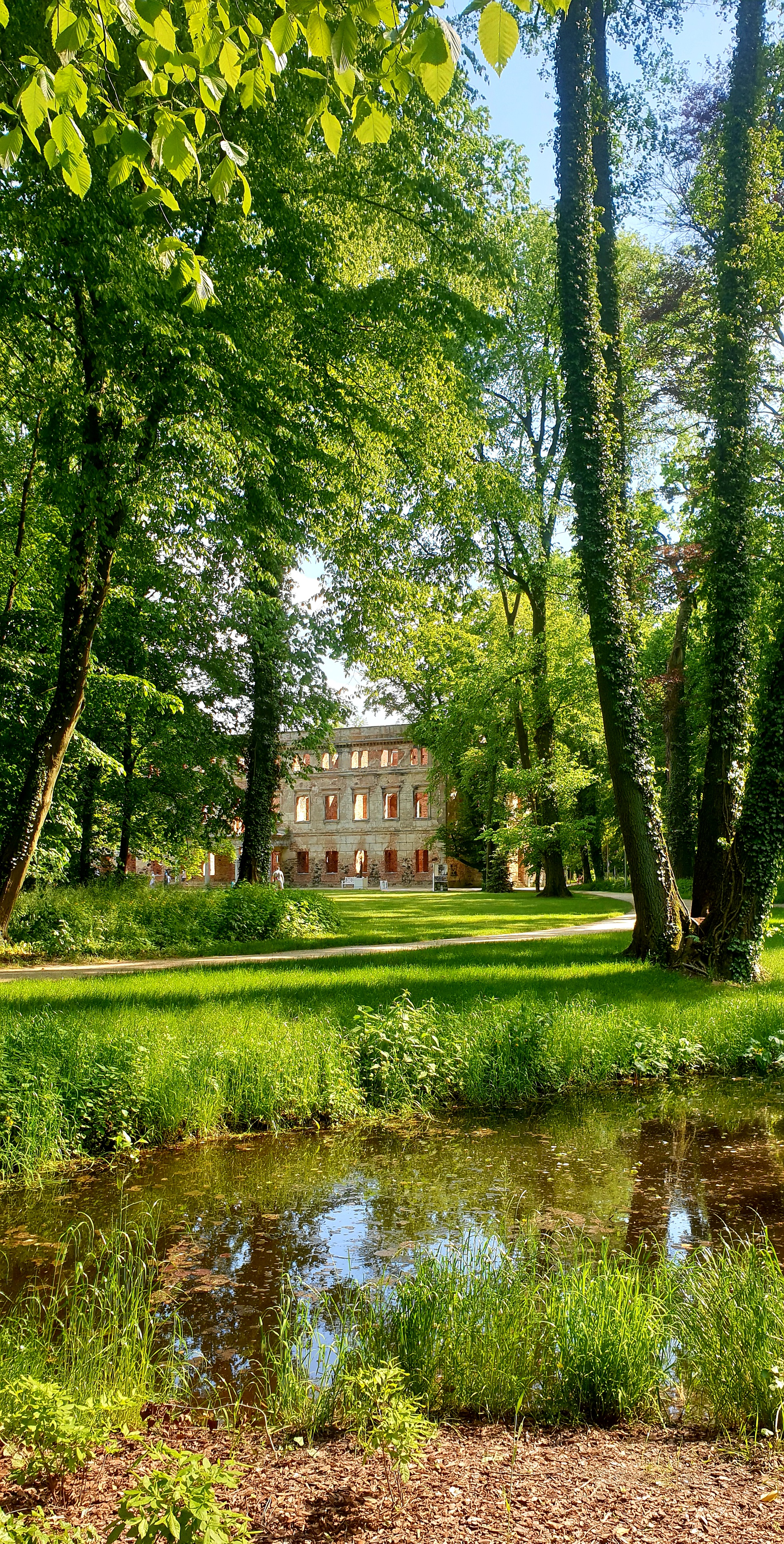
Der Schlosspark von Schloss Günthersdorf, im Hintergrund die Schlossruine

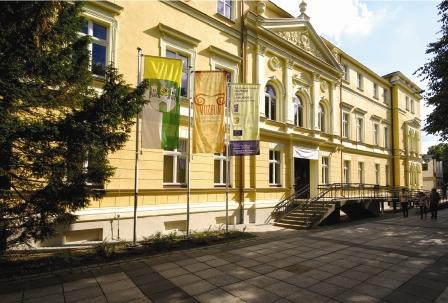
Museum des Lebuser Landes

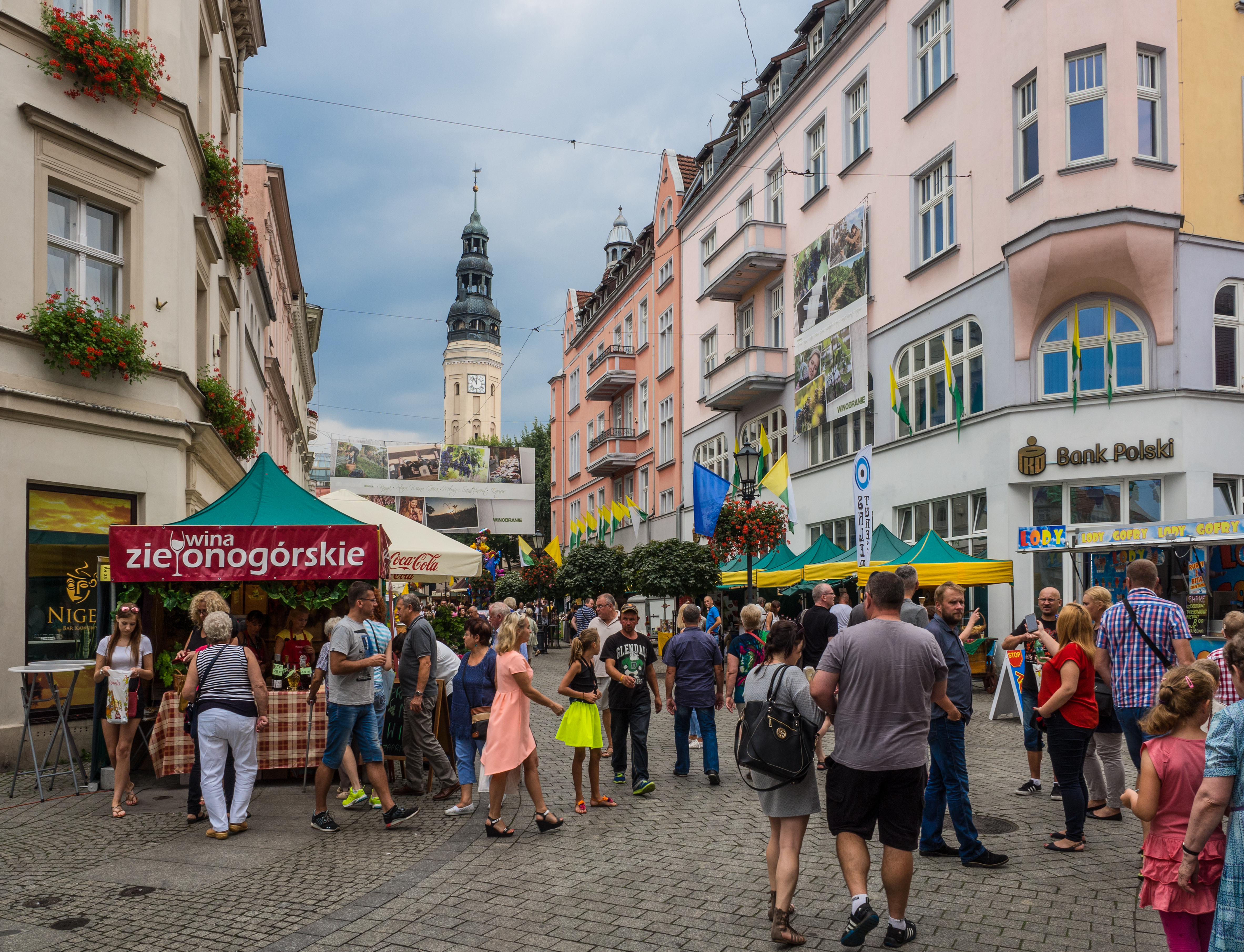
Innenstadt während des Weinfestes

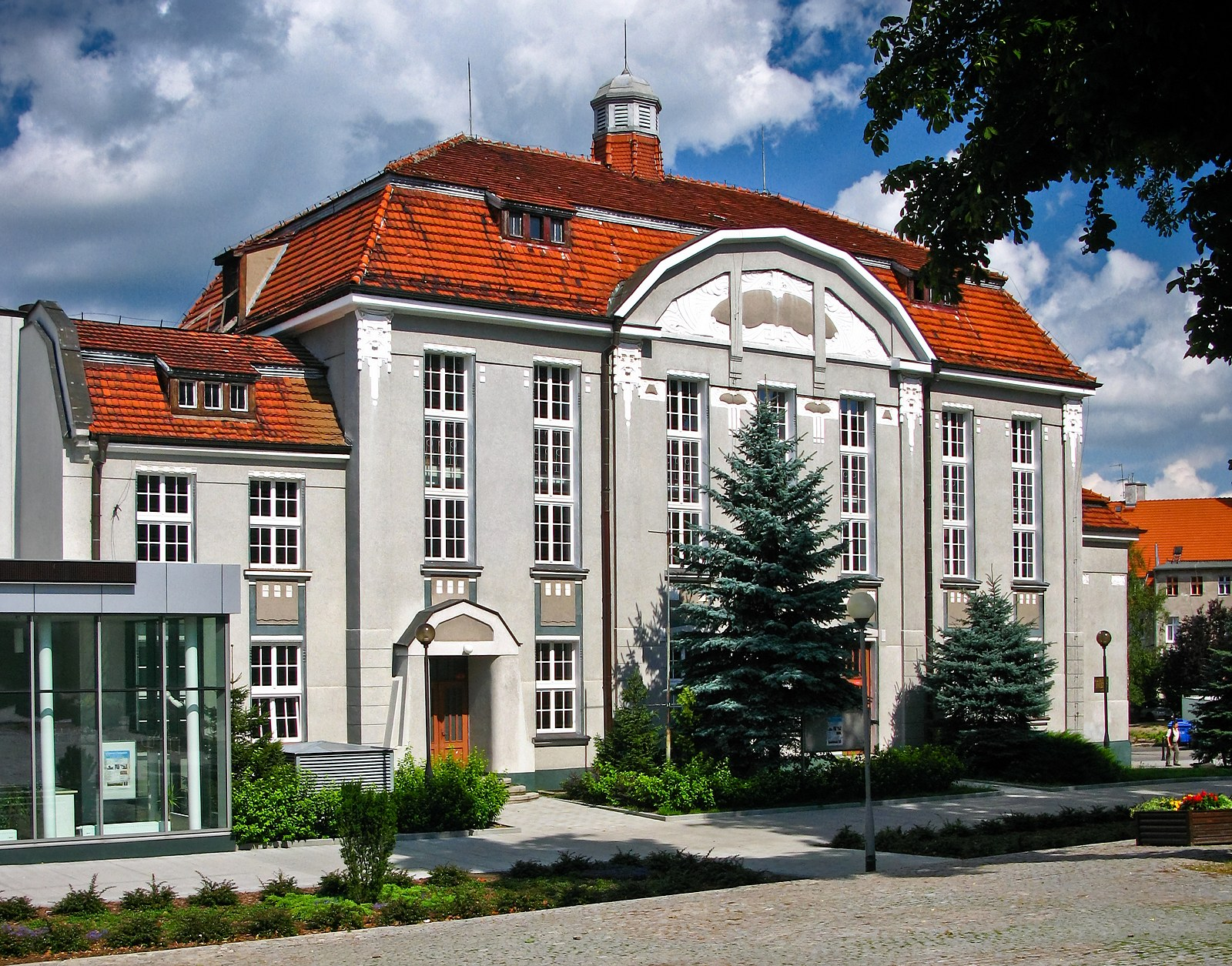
Philharmonie

Zielona Góraⓘ [ʑɛˈlɔna ˈɡura] (deutsch: Grünberg in Schlesien) ist eine Großstadt mit über 140.000 Einwohnern und neben Gorzów Wielkopolski (Landsberg an der Warthe) eine der beiden Hauptstädte der Woiwodschaft Lebus in Polen. Sie ist Kreisfreie Stadt, Universitätsstadt und römisch-katholischer Bischofssitz. Darüber hinaus ist Zielona Góra die Kreisstadt des Powiat Zielonogórski.

## Geographie
Zielona Góra befindet sich im Westen von Polen und liegt historisch betrachtet im nördlichen Niederschlesien nahe der Oder, rund 110 Kilometer südwestlich von Posen, etwa 140 Kilometer nordwestlich von Breslau und 85 Kilometer nordöstlich von Cottbus. Die Grenze zu Deutschland ist rund 55 Kilometer entfernt. Das Stadtgebiet ist hügelig. Die Höhen der Wohnlagen variieren zwischen knapp 70 Meter über Normalnull und 210 Meter am Südwestrand der Stadt. Innerhalb des Stadtgebietes erstrecken sich weitläufige Waldflächen, Parks und andere Grünanlagen.

### Ausdehnung des Stadtgebietes
Zielona Góra hat nach der Eingemeindung der Landgemeinde eine Nord-Süd-Ausdehnung von ungefähr 24 Kilometern und eine Ost-West-Ausdehnung von rund 16,5 Kilometern. Die Stadt erstreckt sich über eine Fläche von insgesamt 278,32 Quadratkilometern. Vor der Eingemeindung umfasste das Stadtgebiet eine Fläche von 58,34 Quadratkilometern.

### Stadtgliederung
1961 wurden die ehemals eigenständigen Dörfer Jędrzychów (Heinersdorf) und Chynów (Kühnau) eingemeindet. 1986 folgte dann Raculka (Neuwaldau).
2015 erfolgte die Eingemeindung von folgenden 17 Orten mit Schulzenamt der ehemaligen Landgemeinde Zielona Góra. Sie zählte auf einer Fläche von rund 220 Quadratkilometern zuletzt 19.592 Einwohner (31. Dezember 2014). Seitdem bildet dieses Gebiet den Stadtbezirk Nowe Miasto mit teilweise fortbestehenden Selbstverwaltungsstrukturen.
- Barcikowice (Groß Hänchen)
- Drzonków (Drentkau)
- Jany (Janny)
- Jarogniewice (Hartmannsdorf)
- Jeleniów (Droseheydau)
- Kiełpin (Külpenau)
- Krępa (Krampe)
- Łężyca (Lansitz)
- Ługowo (Wilhelminenthal)
- Nowy Kisielin (Deutsch Kessel)
- Ochla (Ochelhermsdorf)
- Przylep (Schertendorf)
- Racula (Lawaldau)
- Stary Kisielin (Polnisch Kessel; 1937–1945 Altkessel)
- Sucha (Zauche)
- Zatonie (Günthersdorf)
- Zawada (Sawade; 1936–1945 Eichwaldau)

Weitere historische Ortsteile im Bezirk Nowe Miasto ohne eigenes Schulzenamt sind Krępa Mała (Krampe Försterei), Marzęcin (Alexanderhof), Przydroże (Abdeckerei) und Stożne (Stoschenhof).
Das gesamte bewohnte Stadtgebiet gliedert sich weiter in eine Vielzahl von namentlich bekannten Wohngebieten ohne offiziellen Rechtsstatus. Das gilt besonders für die Bereiche, die bereits vor den genannten Eingemeindungen zum Stadtgebiet gehörten.

### Nachbargemeinden
Die Stadt grenzt im Uhrzeigersinn an folgende Gemeinden: Sulechów, Zabór, Otyń, Kożuchów, Nowogród Bobrzański, Świdnica und Czerwieńsk.

## Geschichte
Die Anfänge von Grünberg reichen bis ins frühe Mittelalter zurück. Grünberg gehörte zum Herzogtum Glogau und wurde 1302 erstmals urkundlich erwähnt. Zu diesem Zeitpunkt besaß sie bereits Stadtrecht und Weichbildrecht. Nach einer Chronik sollen die Ursprünge der Stadt in einer 1222 errichteten Meierei liegen, um die eine Ansiedlung entstand. Um 1272 wurde nordwestlich von Grünberg eine Burg errichtet. Die hölzerne Anlage wurde von 1358 bis 1361/65 durch Herzog Johann von Steinau bewohnt, nachdem dieser sein Herzogtum Heinrich V. von Sagan überlassen hatte. Bei der Besetzung des Herzogtums Glogau ließ Hans von Sagan die Anlage niederreißen, damit sie nicht den Truppen des Matthias Corvinus in die Hände fallen konnte. 1323 erhielt Grünberg schließlich volle Stadtrechte. 1335 ging das Herzogtum Glogau an die Böhmische Krone über und geriet 1526 schließlich unter die Herrschaft der Habsburger. 1627 brannte die Stadt ab. Im 17. Jahrhundert begannen die Hexenprozesse in der Stadt. 1740 kam Grünberg als Teil Schlesiens zu Preußen. Im Laufe der Jahrhunderte entwickelte sich in der Stadt das Tuchmacherhandwerk stark, sodass es im 17. Jahrhundert 800 Tuchmacher in Grünberg gab.
Grünberg in Schlesien war ab 1816 Verwaltungssitz des gleichnamigen Kreises im Regierungsbezirk Liegnitz in der preußischen Provinz Schlesien des Deutschen Reichs. Um 1900 hatte die Stadt Grünberg zwei evangelische Kirchen, eine katholische Kirche, eine Synagoge, ein Realgymnasium und ein Amtsgericht.
Von 1919 bis 1938 und von 1941 bis 1945 gehörte Grünberg zur Provinz Niederschlesien. Vom 1. April 1922 an bildete die Stadt einen eigenen Stadtkreis. Die Kreisfreiheit wurde aber zum 1. Oktober 1933 wieder aufgehoben, so dass die Stadt bei Ende des Zweiten Weltkrieges wieder Teil des Kreises Grünberg i. Schles. war.
Ab 1941 errichtete der NS-Staat die beiden Außenlager Grünberg I und Grünberg II des Konzentrationslagers Groß-Rosen.
Gegen Ende des Zweiten Weltkriegs wurde Grünberg im Februar 1945 von der Roten Armee besetzt; etwa 500 Deutsche nahmen sich das Leben. Soweit die Bewohner nicht geflohen waren, wurden sie in der Folgezeit von der örtlichen polnischen Verwaltungsbehörde aus Grünberg vertrieben oder später zwangsausgesiedelt und polnische Neusiedler kamen in den Ort. Die Polen führten für Grünberg im März 1945 die Ortsbezeichnung Zielona Góra ein, die übersetzt grüner Berg bedeutet.
1950 wurde Zielona Góra Hauptstadt der gleichnamigen Woiwodschaft, die mit Änderungen bis 1998 bestand. In der Nachkriegszeit entwickelte sich die Stadt rasant und es entstanden zahlreiche neue Wohngebiete, auch in Form von Großwohnsiedlungen in Plattenbauweise. Es wurden außerdem eine Pädagogische Hochschule und ein Politechnikum gegründet, die beide im Jahr 2001 in der Universität Zielona Góra fusioniert wurden. Im Jahr 1980 überschritt Zielona Góra die Einwohnerzahl von 100.000 und wurde somit zur Großstadt.
In den Jahren nach 1990 entstanden neue Gewerbegebiete, Einfamilienhaussiedlungen und Einkaufszentren. Gleichzeitig wurde in die Infrastruktur investiert. Seit 1999 ist Zielona Góra Parlamentssitz der Woiwodschaft Lebus.
Zum 1. Januar 2015 wurde die Landgemeinde Zielona Góra in die Stadt eingemeindet. Das Stadtgebiet hat sich dadurch etwa verfünffacht, die Einwohnerzahl nahm um etwa 20.000 Personen zu.

### Bevölkerungsentwicklung

#### Bis 1945
| Jahr | Einwohner | Anmerkungen                                                                      |
| ---- | --------- | -------------------------------------------------------------------------------- |
| 1890 | 16.092    | davon 13.753 Evangelische, 2.071 Katholiken und 192 Juden                        |
| 1900 | 20.983    | davon 2.747 Katholiken und 153 Juden                                             |
| 1925 | 24.898    | davon 21.021 Evangelische, 3.079 Katholiken, 45 sonstige Christen und 69 Juden   |
| 1933 | 25.330    | davon 20.899 Evangelische, 3.120 Katholiken, fünf sonstige Christen und 68 Juden |
| 1939 | 25.804    | davon 20.890 Evangelische, 3.384 Katholiken, 173 sonstige Christen und 15 Juden  |

#### Nach 1945
| Jahr | Einwohner |
| ---- | --------- |
| 1946 | 15.359    |
| 1950 | 33.852    |
| 1960 | 54.291    |
| 1970 | 73.404    |
| 1980 | 101.091   |
| 1990 | 114.126   |

| Jahr | Einwohner | Anmerkungen                           |
| ---- | --------- | ------------------------------------- |
| 1995 | 116.329   | zusätzlich 13.167 in der Landgemeinde |
| 2000 | 118.103   | zusätzlich 14.728 in der Landgemeinde |
| 2005 | 118.221   | zusätzlich 16.128 in der Landgemeinde |
| 2010 | 118.950   | zusätzlich 18.434 in der Landgemeinde |
| 2011 | 119.197   | zusätzlich 18.798 in der Landgemeinde |
| 2012 | 119.023   | zusätzlich 19.200 in der Landgemeinde |

| Jahr | Einwohner | Anmerkungen                           |
| ---- | --------- | ------------------------------------- |
| 2013 | 118.405   | zusätzlich 19.556 in der Landgemeinde |
| 2014 | 118.920   | zusätzlich 19.592 in der Landgemeinde |
| 2015 | 138.711   | nach Eingemeindung der Landgemeinde   |
| 2016 | 139.330   | [ 18 ]                                |
| 2017 | 139.819   | [ 18 ]                                |
| 2018 | 140.297   | [ 18 ]                                |

## Religionen
Grünbergs Bevölkerung hatte bis zum Kriegsende 1945 zu etwa 80 Prozent das evangelische Glaubensbekenntnis. Nach dem Zweiten Weltkrieg wurden die meisten evangelischen Kirchen zugunsten der polnischen katholischen Kirche enteignet.
Im heutigen Zielona Góra ist die Bevölkerung mehrheitlich römisch-katholisch. Es befinden sich, nach Eingemeindungen umliegender Ortschaften, über 20 katholische Kirchengemeinden sowie je eine orthodoxe, evangelische und baptistische Gemeinde in der Stadt.
Zielona Góra ist Verwaltungssitz des katholischen Bistums Zielona Góra-Gorzów und Wohnort des Bischofs – die Kathedrale befindet sich jedoch in Gorzów Wielkopolski. Die wichtigste katholische Kirche von Zielona Góra ist die Konkathedrale St. Hedwig.

## Kultur und Sehenswürdigkeiten

### Bauwerke
- Das Rathaus am Marktplatz (Stary Rynek) mit 54 m hohem Turm stammt aus dem 15. Jahrhundert wurde im 18. und 19. Jahrhundert in barocken und klassizistischen Formen umgebaut.
- Auf einem Weinberg nahe dem Stadtzentrum befindet sich das Palmenhaus (Palmiarnia). Es entstand 1961 aus dem Winzerhäuschen und ist seitdem eines der Wahrzeichen der Stadt.
- Die seit 1945: katholische Stadtpfarrkirche St. Hedwig (Konkatedra Św. Jadwigi) ist das älteste Bauwerk der Stadt und wurde im Jahr 1294 fertiggestellt. Mit der Reformation protestantisch geworden, ist sie seit 1651 wieder eine katholische Kirche und heute Konkathedrale des Bistums Zielona Góra-Gorzów.
- Die katholische Kirche der Heiligen Mutter Gottes von Tschenstochau (Kościół Matki Boskiej Częstochowskiej) wurde von 1746 bis 1748 als evangelische Bethaus in Fachwerkbauweise errichtet. 1828 wurde der steinerne Frontturm im klassizistischen Stil angebaut. Es findet sich eine Kopie der Schwarzen Madonna von Tschenstochau im Hauptaltar.
- Die heutige Kirche der Heiligen Maria Königin von Polen der Polnisch-Katholischen Kirche, ein turmloser neugotischer Backsteinbau mit Treppengiebel, wurde 1866 im neugotischen Stil für die Gemeinde der Altlutheraner errichtet.
- Die ehemals evangelische, heute katholische Erlöserkirche (Kościół Najświętszego Zbawiciela) wurde von 1915 bis 1917 durch Wilhelm Wagner und Oskar Hossfeld erbaut.
- Die heutige evangelische Jesuskirche wurde nach Entwurf des Architekten Emil Friede (1857–1947) von 1909 bis 1911 im neubarocken Stil mit eingezogenem Turm für die Gemeinde der Altlutheraner erbaut und dient nach vorübergehender katholischer Nutzung zwischen 1945 und 1950 heute der polnischen evangelischen Gemeinde.
- Der 35 m hohe Hungerturm (Wieża głodowa) ist ein Relikt der ehemaligen Wehrmauern und war ein Teil des dritten, Neuen Stadttores, das im Jahre 1487 erbaut wurde.
- Im Stadtteil Zatonie befindet sich das Schloss Günthersdorf (Pałac w Zatoniu) mit der zugehörigen Orangerie und einem Landschaftspark. Das Anwesen wurde ursprünglich zwischen 1685 und 1689 erbaut und 1842 im klassizistischen Stil umgebaut. 1945 wurde das Schloss durch die Rote Armee zerstört und ist seitdem eine Ruine, die seit wenigen Jahren nach Renovierung des Parks wieder öffentlich zugänglich ist.

### Museen und Galerien
- In der Innenstadt befindet sich das Museum des Lebuser Landes (Muzeum Ziemi Lubuskiej), ein Regionalmuseum. In unmittelbarer Nachbarschaft dazu liegt die Kunstgalerie Galeria BWA.
- Ebenfalls im Stadtzentrum, im Gebäude des ehemaligen Kino Wenus, befindet sich ein Planetarium. Des Weiteren existiert auch ein Naturkundemuseum (Centrum Przyrodnicze).
- Im südlich gelegenen Ortsteil Ochla befindet sich auf 117 ha Fläche ein Freilichtmuseum dörflicher Kultur, das sogenannte Ethnografische Freilichtmuseum (Skansen Etnograficzny).
- Seit 1985 befindet sich im Vorort Drzonów das Lebuser Militärmuseum (Lubuskie Muzeum Wojskowe). In einem Gebäude aus dem 19. Jahrhundert wird eine umfangreiche Ausstellung zum Militärwesen in Polen gezeigt. Im 4 ha großen Außengelände stehen Original-Exponate von Panzern, Kanonen, Raketen und Flugzeugen, überwiegend Baumuster von in der polnischen Armee und Luftwaffe verwendeten Modellen.

### Veranstaltungen
Bekannt ist Zielona Góra innerhalb Polens vor allem für seine Traditionen im Weinbau, die bis ins Mittelalter zurückgehen. Jährlich findet im September ein Weinfest (Winobranie) statt, das zugleich auch als mehrtägiges Stadtfest gefeiert wird.
Die Stadt ist Austragungsort eines internationalen Folklorefestivals und diverser Kabarett-Festspiele. Größere Konzerte und Veranstaltungen finden häufig in der Indoor-Sportarena Hala CRS oder in der Freilichtbühne, dem Amphitheater (Amfiteatr im. Anny German) statt. In letzterem fand in den Jahren von 1965 bis 1989 jährlich das Festival des sowjetischen Liedes (Festiwal Piosenki Radzieckiej) statt, welches in späteren Jahren als Festival des russischen Liedes in ähnlicher Form erneut organisiert wurde.
Unweit der Altstadt befindet sich die städtische Philharmonie (Filharmonia Zielonogórska).

### Theater und Kino
Im nordöstlichen Teil der Fußgängerzone, der Aleja Niepodległości, befindet sich das größte Theater der Region (Teatr Lubuski) im vormaligen Stadttheater Grünberg.
Das größte Multiplex-Kino in Zielona Góra befindet sich in der Focus Mall und wird von der Kette Cinema City betrieben. Mit dem Kino Newa existiert noch ein kleineres Kino in der Innenstadt, in welchem vor allem Independent-Filme gezeigt werden. Bis vor wenigen Jahren waren mit dem Kino Nysa und Kino Wenus noch weitere Filmtheater in der Stadt vertreten.

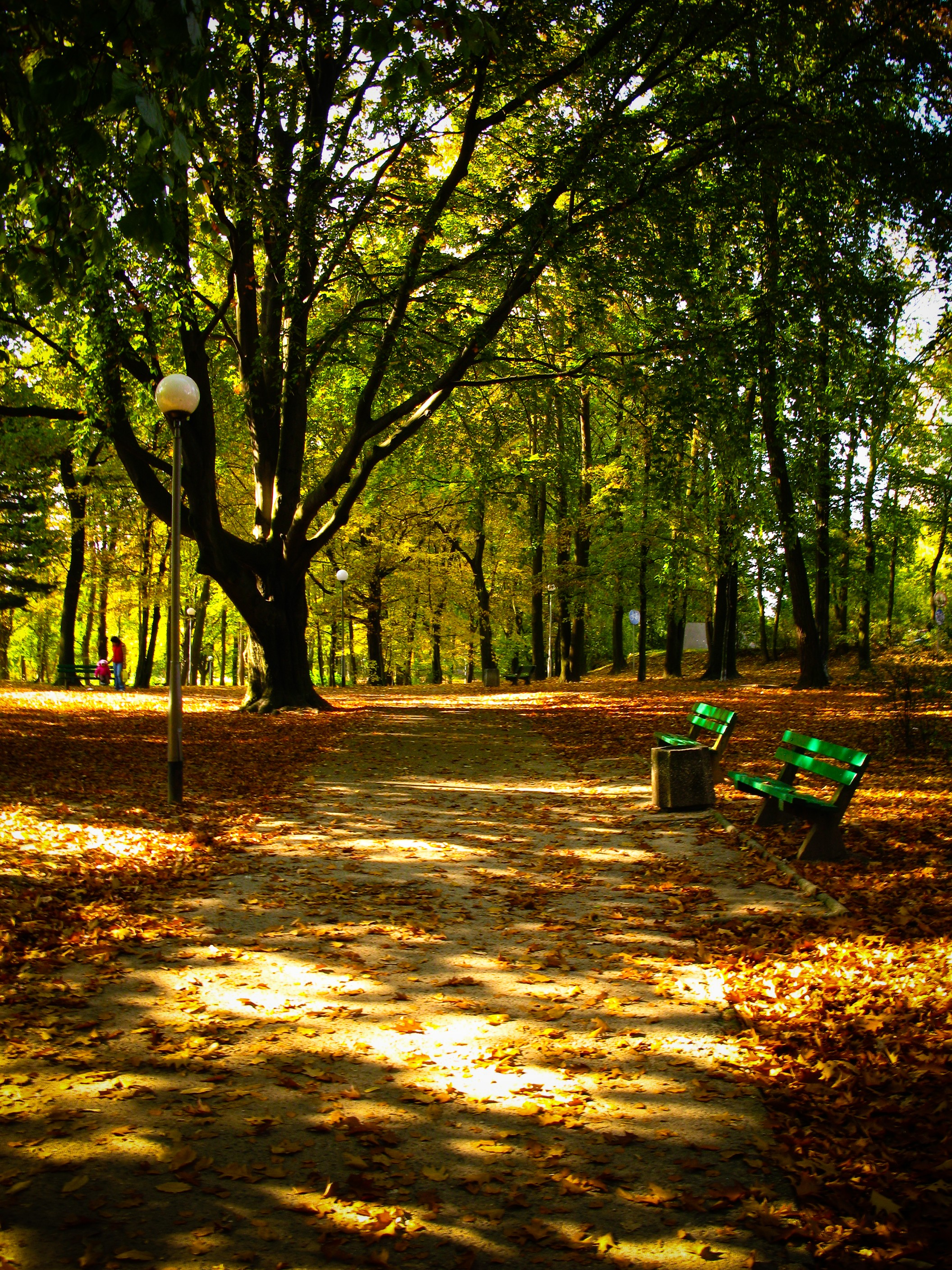
Piastowski-Park

### Parks
Der größte Stadtpark ist der Park Piastowski im Südwesten der Stadt, dem sich direkt ausgedehnte Waldgebiete anschließen. Zentraler gelegen befindet sich außerdem der Park Tysiąclecia, der 1966 auf der Fläche des früheren städtischen Friedhofes angelegt wurde.
Das Palmenhaus auf dem Weinberg wird vom Park Winny umgeben. Unweit davon befindet sich ein weiterer Park, der Park Sowińskiego.
Im Jahr 2007 wurde der Botanische Garten wiedererrichtet und eröffnet.
Am nördlichen Stadtrand, direkt am Oderufer gelegen, befindet sich das Naherholungsgebiet Oderwald (Las Nadodrzański).

### Sport
In Zielona Góra ist der Speedwayverein ZKŻ Zielona Góra (auch bekannt unter dem Namen Falubaz Zielona Góra) aus der polnischen Ekstraliga beheimatet. Der Sportclub ist mehrmaliger polnischer Meister.
Stelmet Zielona Góra (auch bekannt als Zastal Zielona Góra) ist ein Basketballverein, der in der ersten polnischen Liga und im ULEB Eurocup auftritt und mehrmals polnischer Meister sowie Pokalsieger wurde. Des Weiteren gibt es in Zielona Góra noch den Fußball-Club KS Falubaz Zielona Góra, der in der 3. polnischen Liga spielt sowie den Volleyball- und Handballverein AZS UZ Zielona Góra.

## Wirtschaft und Verkehr

### Verkehr

#### Straßenverkehr
Östlich des Stadtgebietes verläuft die Schnellstraße S3, zugleich Europastraße 65, die eine wichtige Nord-Süd-Verbindung in Polen darstellt. Es bestehen zwei Anschlussstellen in Zielona Góra.
Außerdem tangieren die Nationalstraßen 27 und 32 das Stadtgebiet. Von 2006 bis 2023 wurden diese über eine nordwestliche Umgehungsstraße geführt. 2023 wurde die südliche Umgehungsstraße fertiggestellt, seither werden die Nationalstraßen südlich um die Stadt geführt, die nördliche Umgehungsstraße wurde im Zuge dessen der Landesstraße 298 zugeordnet. Somit ist nun eine Ringumfahrung der Stadt möglich. Ferner beginnen die Landesstraßen 280, 281, 282 und 283 in der Stadt und verbinden die nähere Umgebung mit Zielona Góra.

#### Schienenverkehr

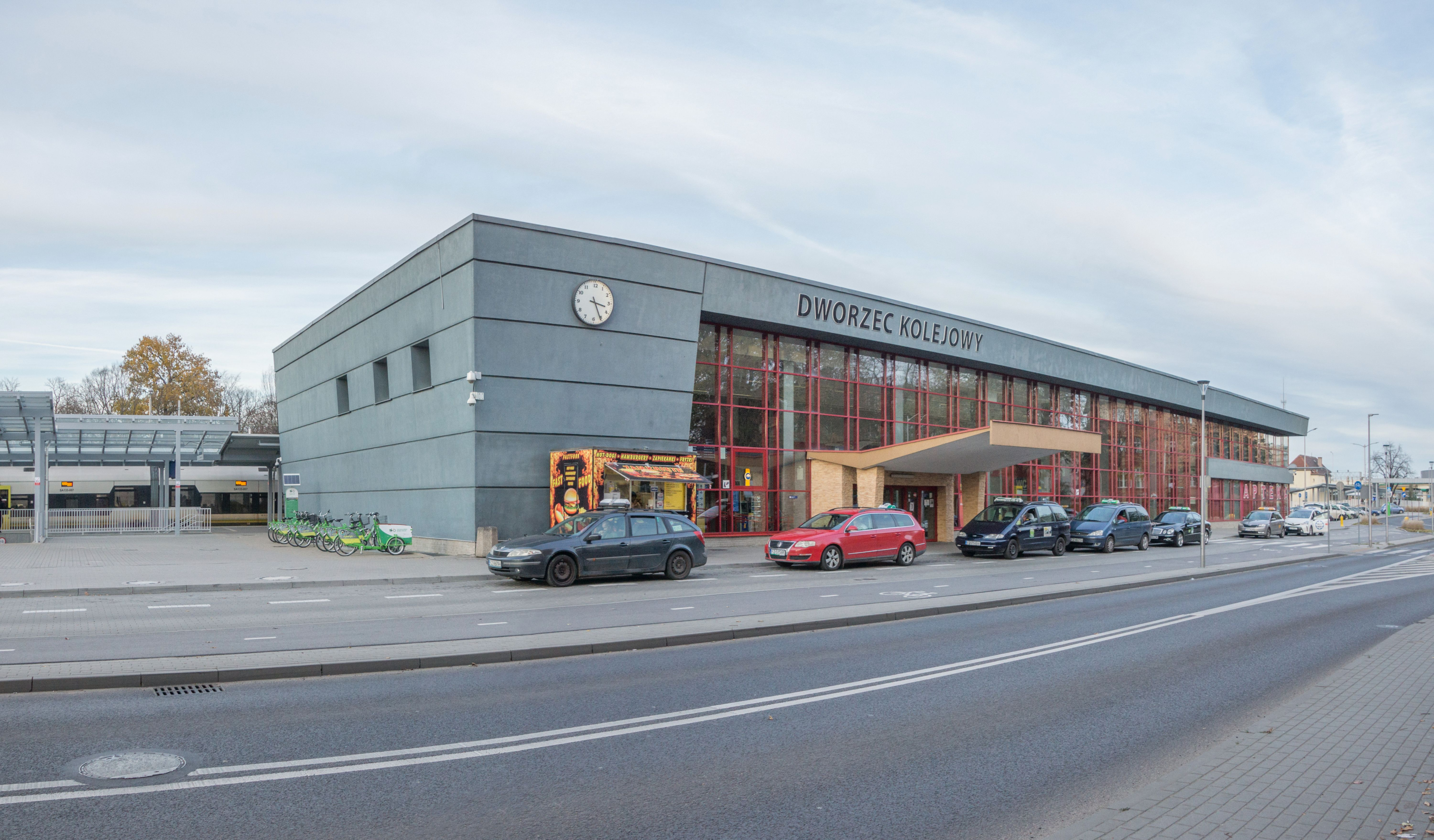
Hauptbahnhof Zielona Góra Główna

Zielona Góra besitzt einen Bahnhof mit Verbindungen in zahlreiche größere polnische Städte, unter anderem mehrmals tägliche Intercity-Verbindungen nach Warschau, Breslau, Stettin und Posen. Im Regionalverkehr existieren mehrere Direktverbindungen, wie beispielsweise in Richtung Żary (Sorau), Rzepin, Gorzów Wielkopolski (Landsberg) über Zbąszynek oder nach Leszno über Nowa Sól und Głogów (Glogau).
Dreimal täglich bestehen zudem Verbindungen nach Görlitz, viermal täglich nach Frankfurt (Oder) (Regionalbahn-Linie 91) und fünfmal täglich nach Guben (Regionalbahn-Linie 92).
Darüber hinaus besteht mit dem Eurocity 96 eine Verbindung zwischen Berlin über Zielona Gora nach Krakow und teilweise weiter nach Przemysl.
Auf dem Stadtgebiet befinden sich neben dem Hauptbahnhof Zielona Góra Główna auch die Haltepunkte Przylep, Stary Kisielin und Nowy Kisielin.
Die elektrifizierte Hauptbahn Wrocław–Szczecin, die durch die Stadt führt, hat auch eine große Bedeutung für den Güterverkehr.

#### Luftverkehr
34 Kilometer entfernt befindet sich der regionale Flughafen Zielona Góra-Babimost. Die nächsten großen internationalen Airports sind die von Poznań (125 Kilometer), Wrocław (155 Kilometer) und Berlin (170 Kilometer).

#### Öffentlicher Nahverkehr
Den öffentlichen Nahverkehr bedient das Busnetz der MZK Zielona Góra mit rund 30 Buslinien und zusätzlich 3 Buslinien im Nachtverkehr. Alle Busse der MZK sind seit 2013 mit WLAN ausgestattet. Seit Ende 2018 befinden sich zudem die ersten Elektrobusse im Einsatz.
Der Überlandverkehr in die umliegenden Kreisstädte und Ortschaften wird überwiegend durch das Unternehmen PKS Zielona Góra organisiert.

### Ansässige Unternehmen
Wichtige Unternehmen in Zielona Góra sind:
- ADB (Elektronik und IT)
- Hertz Systems (Elektronik)
- LUG (Elektrotechnik)
- Lumel (Elektrotechnik)
- Ekoenergetyka-Polska (Elektrotechnik)
- Streamsoft (IT)
- PGNiG (Energiewirtschaft)
- Falubaz (Maschinenbau)
- Zastal (Metallindustrie)
- Stelmet (Holzverarbeitung)
- Novita (Textilindustrie)
- Wyborowa (Produktion von Spirituosen)
- Nordis (Lebensmittelindustrie)
- Cinkciarz.pl (Finanzdienstleistungen)
- Eobuwie.pl (E-Commerce)

### Arbeitsmarkt
2016 arbeiteten 75,6 % aller Erwerbstätigen im Dienstleistungssektor, 22,9 % in der Baubranche und in der Industrie sowie 1,4 % in der Land- und Forstwirtschaft.
Die Arbeitslosenquote lag im Juli 2020 bei 3,5 %, was den niedrigsten Wert unter allen Landkreisen und kreisfreien Städten innerhalb der Woiwodschaft Lebus darstellte. Seit 2004 stellt dies einen deutlichen Rückgang von vormals 13,2 % dar.
Das durchschnittliche Bruttogehalt betrug im Jahr 2018 rund 4.420 Złoty. Im Jahr 2020 ist dieser Wert auf 5.212,80 Złoty gestiegen. Außerdem pendelten 12.859 Erwerbstätige aus anderen Gemeinden zur Arbeit nach Zielona Góra ein, während 2.654 Erwerbstätige aus Zielona Góra in andere Gemeinden zur Arbeit fuhren.

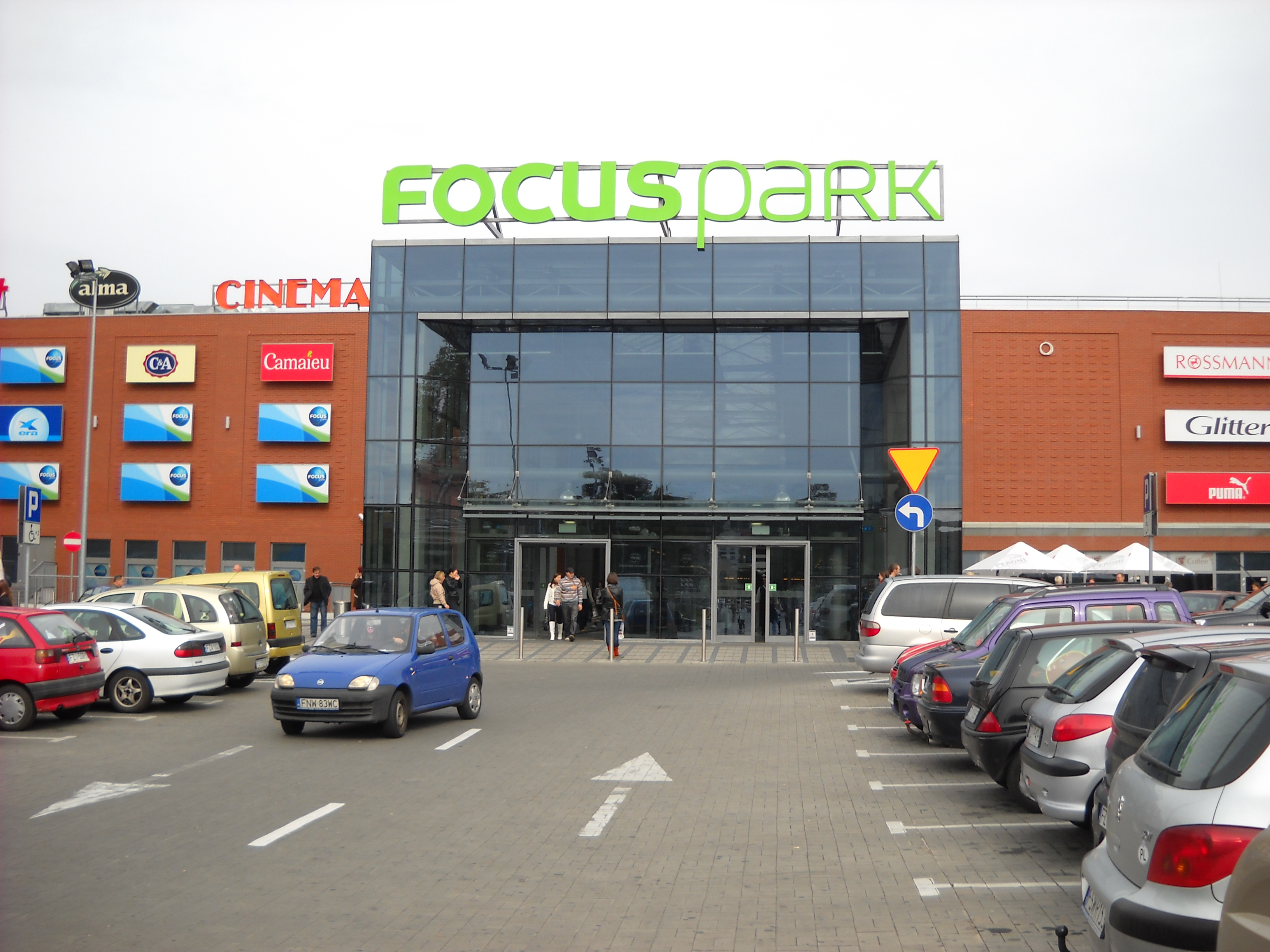
Galeria Focus Mall

### Einzelhandel
Das größte Einkaufszentrum der Stadt ist die 2008 eröffnete Focus Mall Polska Wełna mit rund 120 Geschäften und Restaurants. Daneben existieren noch weitere, kleinere Einkaufszentren im Stadtgebiet, wie zum Beispiel die Galeria Grafitt oder Meteor. Außerhalb des Stadtzentrums befinden sich neben zahlreichen Autohäusern, Tankstellen und Baumärkten auch größere Supermärkte wie z. B. Auchan, E. Leclerc, Kaufland und Intermarché. In der Innenstadt befinden sich überwiegend inhabergeführte Geschäfte sowie zahlreiche Restaurants und Cafés.

### Medien
Die wichtigsten Tageszeitungen in der Stadt sind die Gazeta Lubuska sowie die Regionalausgabe der Gazeta Wyborcza. Zweimal wöchentlich erscheint die kostenlose Zeitung Nasze Miasto Zielona Góra. Weitere Regionalzeitschriften sind der Łącznik Zielonogórski und Życie nad Odrą.
Die Sender der öffentlich-rechtlichen Hörfunkanstalt Polskie Radio sind im Stadtgebiet auf folgenden Frequenzen empfangbar: Jedynka (105,0 MHz und 91,2 MHz), Dwójka (89,9 MHz und 104,7 MHz), Trójka (94,1 MHz und 87,8 MHz), PR 24 (104,0 MHz) sowie das Regionalprogramm Radio Zachód (103,0 MHz und 106,0 MHz). Außerdem ist das städtische Programm Radio Zielona Góra auf 97,1 MHz und der Hochschulsender Radio Index auf 96,0 MHz empfangbar.
Darüber hinaus sind zahlreiche private Radiosender empfangbar, wie zum Beispiel RMF FM, Radio ZET, Radio Eska, RMF Maxxx, Radio Złote Przeboje oder Vox FM.
Ebenso sind alle gängigen staatlichen und privaten Fernsehsender mittels DVB-T empfangbar. In Zielona Góra befindet sich ein Regionalstudio von TVP Gorzów Wielkopolski.

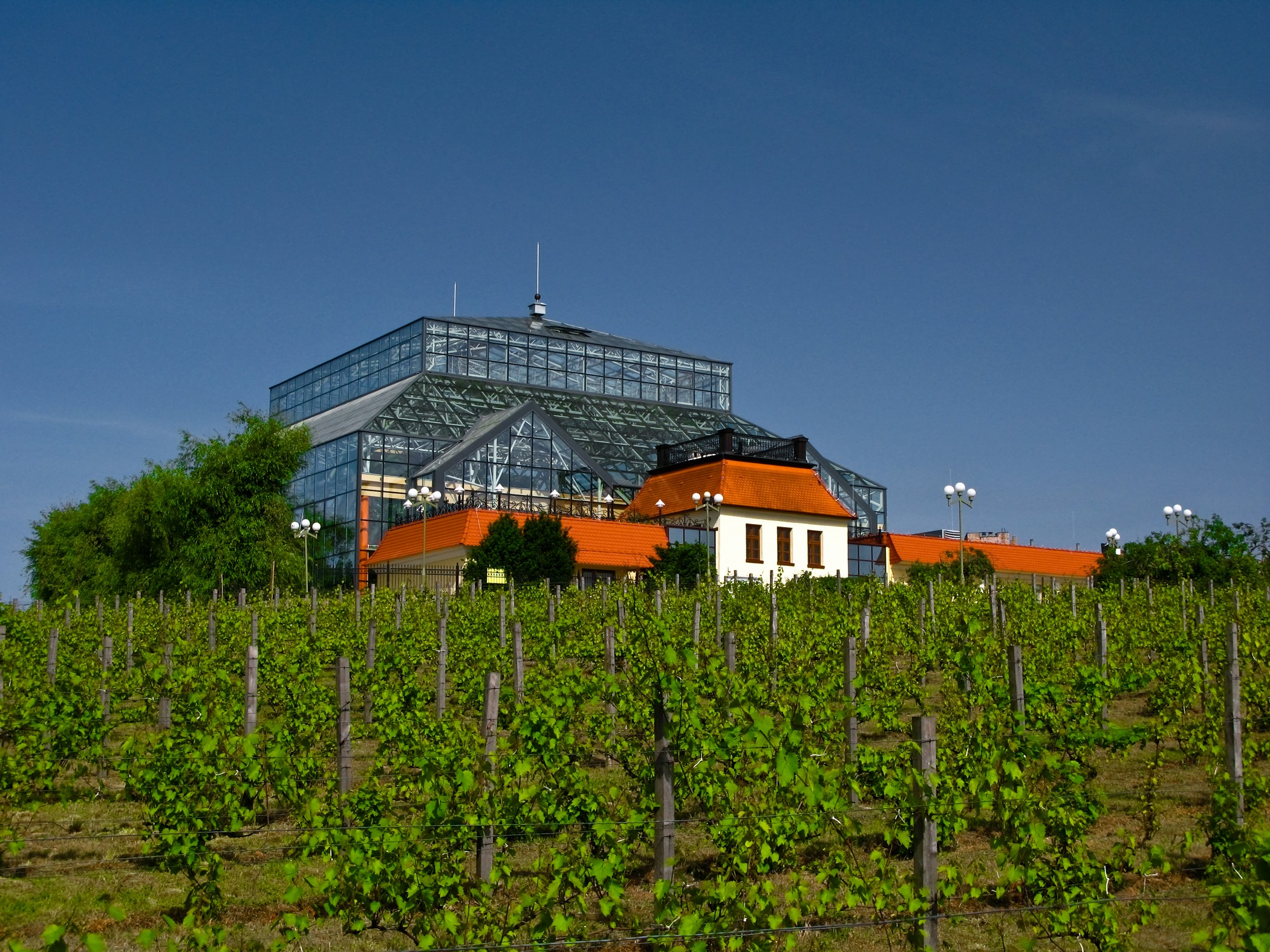
Palmenhaus auf dem Weinberg von Zielona Góra

### Weinbau
Siehe auch Weinbau in Polen, insbesondere hier
Bei Grünberg besteht mit ca. 200 ha eines der größten zusammenhängenden Weinanbaugebiete Polens (es gibt ein weiteres in Warka bei Warschau). Angebaut werden in Grünberg und der Umgebung vor allem Weißweine. Die ersten Weinberge entstanden um das Jahr 1314. 50 Kilometer entfernt, im Kloster Paradies (Klasztor Paradyż), haben Mönche bereits im Jahr 1250 die ersten Weinberge errichtet. Zu besten Zeiten waren es über 4.000 in der Gegend, und in Grünberg selbst 2.500. Die Weintrauben wurden auch zur Sektherstellung in der 1826 hier gegründeten ältesten deutschen Sektkellerei genutzt. Ein bekannter Weißwein aus dieser Gegend ist der Monte Verde (Grünberg).
Zu Zeiten des Sozialismus kam der Weinbau fast völlig zum Erliegen. Seit 1990 wird er in der Region wieder verstärkt betrieben. Es gilt heute als das nördlichste geschlossene Weinbaugebiet der Welt. Für die mittlere Zukunft ist eine starke Ausweitung der polnischen Rebflächen vorgesehen.

### Bergbau
Bereits seit 1840 wurde um Grünberg Braunkohle im Tiefbau gefördert, damit handelt es sich um den ältesten Braunkohlenbergbau Schlesiens. Zunächst aus über 30 Einzelgruben bestehend, vereinigten sich die Bergwerke zwischen 1860 und 1920 schrittweise zu den Consolidierten Grünberger Gruben. Ab 1930 gestaltete sich die Förderung wegen der komplizierten Lagerstättenverhältnisse immer schwieriger und kostspieliger. 1944 wurde der Bergbau eingestellt.

### Bildung
Die Universität Zielona Góra hat ihren Sitz in Zielona Góra. Die staatliche Universität mit circa 18.000 Studierenden wurde 2001 aus einer Fusion des Politechnikums Zielona Góra (polnisch: Politechnika Zielonogórska – gegründet 1965 als Wyższa Szkoła Inżynierska) sowie der Pädagogischen Hochschule (polnisch: Wyższa Szkoła Pedagogiczna – gegründet 1971 als Wyższa Szkoła Nauczycielska) gebildet.

## Politik

### Stadtpräsident
An der Spitze der Stadtverwaltung steht ein Stadtpräsident, der von der Bevölkerung direkt gewählt wird. Seit 2006 war dies Janusz Kubicki, der bei der Neuwahl 2024 Marcin Pabierowski von der Platforma Obywatelska unterlag.
Bei der Wahl 2024 trat Kubicki erneut mit seinem eigenen Wahlkomitee als Stadtpräsident an. Die Abstimmung brachte folgendes Ergebnis:
- Marcin Pabierowski (Koalicja Obywatelska) 42,7 % der Stimmen
- Janusz Kubicki (Wahlkomitee Janusz Kubicki) 36,0 % der Stimmen
- Grzegorz Maćkowiak (Prawo i Sprawiedliwość) 12,4 % der Stimmen
- Janusz Jasiński (Lewica) 5,6 % der Stimmen
- Adam Hreszczyk (Wahlkomitee Adam Hreszczyk) 3,3 % der Stimmen

In der damit notwendigen Stichwahl setzte sich Pabierowski mit 57,5 % der Stimmen gegen Amtsinhaber Kubicki durch und wurde zum neuen Stadtpräsidenten gewählt.
Bei der Wahl 2018 trat Kubicki erneut mit seinem eigenen Wahlkomitee, das auch von der PSL unterstützt wurde, als Stadtpräsident an. Die Abstimmung brachte folgendes Ergebnis:
- Janusz Kubicki (Wahlkomitee „Janusz Kubicki – Unabhängig“) 58,2 % der Stimmen
- Piotr Barczak (Prawo i Sprawiedliwość) 17,9 % der Stimmen
- Anita Kucharska-Dziedzic (Wahlkomitee „Stadtbewegung Zielona Góra“) 10,5 % der Stimmen
- Tomasz Nesterowicz (Sojusz Lewicy Demokratycznej / Lewica Razem) 7,8 % der Stimmen
- Sławomir Kotylak (Koalicja Obywatelska) 5,6 % der Stimmen

Damit wurde Kubicki bereits im ersten Wahlgang wiedergewählt.

### Stadtrat
Der Stadtrat besteht aus 25 Mitgliedern und wird direkt gewählt. Die Stadtratswahl 2018 führte zu folgendem Ergebnis:
- Koalicja Obywatelska (KO) 38,6 % der Stimmen, 14 Sitze
- Prawo i Sprawiedliwość (PiS) 19,1 % der Stimmen, 5 Sitze
- Wahlkomitee Janusz Kubicki 18,0 % der Stimmen, 6 Sitze
- Wahlkomitee „Zielona Góra 2050“ 8,8 % der Stimmen, kein Sitz
- Trzecia Droga (TD) 6,4 % der Stimmen, kein Sitz
- Lewica 5,5 % der Stimmen, kein Sitz
- Übrige 3,7 % der Stimmen, kein Sitz

Die Stadtratswahl 2018 führte zu folgendem Ergebnis:
- Wahlkomitee „Janusz Kubicki – Unabhängig“ 35,6 % der Stimmen, 11 Sitze
- Koalicja Obywatelska (KO) 24,6 % der Stimmen, 7 Sitze
- Prawo i Sprawiedliwość (PiS) 21,9 % der Stimmen, 5 Sitze
- Sojusz Lewicy Demokratycznej (SLD) / Lewica Razem (Razem) 9,4 % der Stimmen, 1 Sitz
- Wahlkomitee „Stadtbewegung Zielona Góra“ 8,5 % der Stimmen, 1 Sitz

### Wappen
|                         | Wappen in deutscher Zeit |
| Wappen von Zielona Góra | Blasonierung: „In Grün eine silberne Burg mit zwei spitzbedachten Türmen, zwischen denen auf den Zinnen ein Spangenhelm steht, über den ein gestürzter, gesichteter goldener Halbmond schwebt; unter dem Gatter des geöffneten Tores eine goldene Schräglinksleiste.“ |
| Wappen von Zielona Góra | Wappenbegründung: Die Stadtfarben waren Grün - Gelb (Gold). Ein im 14. Jahrhundert geschnittener Stempel zeigt zwischen den Türmen einen gelehnten Schild, besetzt mit einem Topfhelm, der einen Adlerpflug trägt. Der einzige Abdruck an einer Urkunde von 1421 ist so beschädigt, dass die Schildfigur nicht zu erkennen ist. Der Helm lässt den Löwen von Böhmen vermuten, dem seit 1339 das Fürstentum Glogau, zu dem Grünberg gehörte, lehenspflichtig war. Das folgende Siegel (vom Jahre 1400) lässt den Schild weg. Der Helm bleibt, aber sein Kleinod ist undeutlich geworden. Hundert Jahre später hat es der Stempelschneider nicht mehr verstanden und schließlich hielt man es für einen Halbmond. |

### Städtepartnerschaften

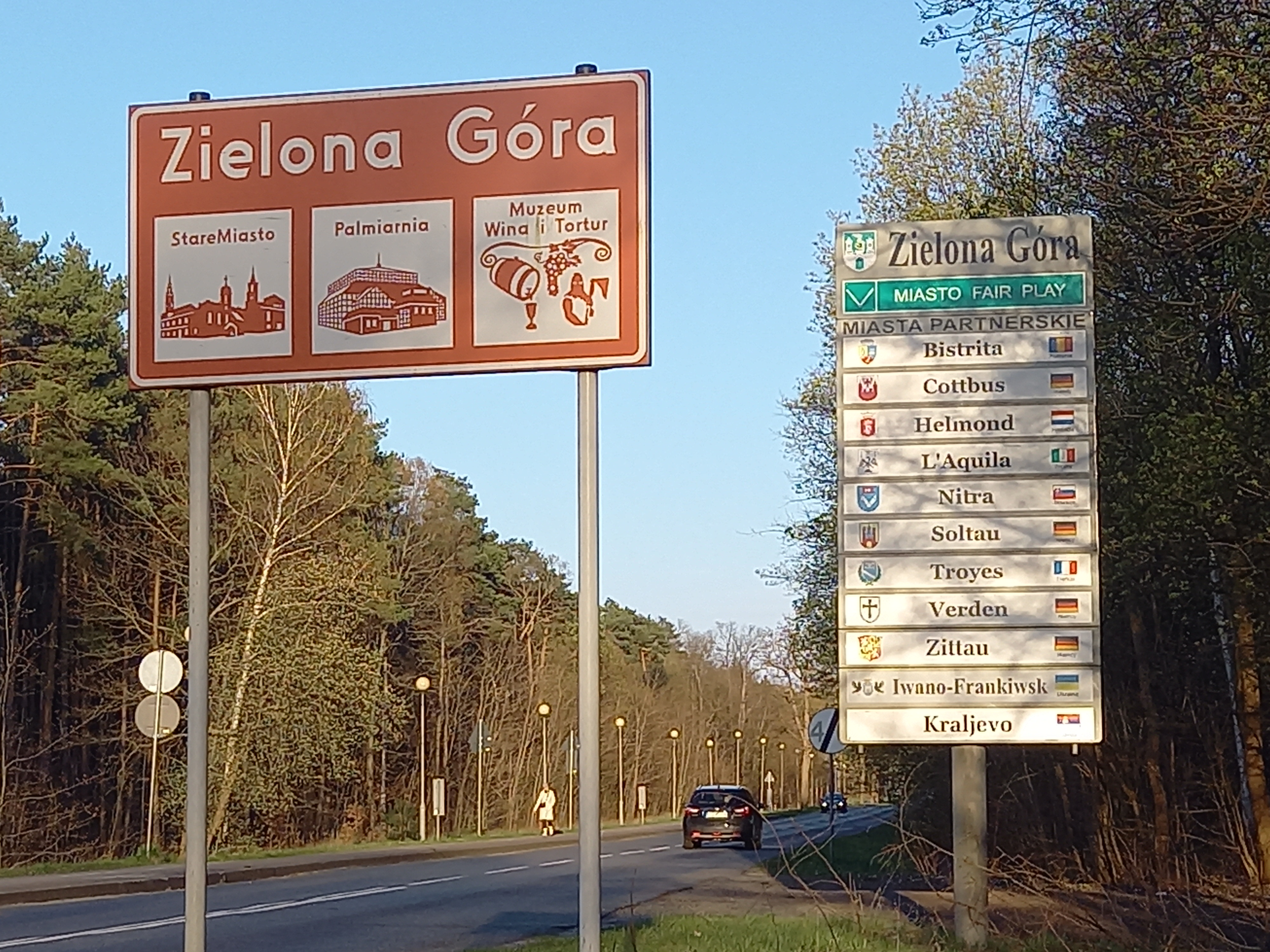
Hinweisschild am Ortseingang auf die Städtepartnerschaften (2022)

Zielona Góra unterhält mit folgenden dreizehn Städten Partnerschaften:
| Stadt           | Land                | seit |
| --------------- | ------------------- | ---- |
| Bistrița        | Rumänien            | 2001 |
| Cottbus         | Deutschland         | 1975 |
| Helmond         | Niederlande         | 1996 |
| Iwano-Frankiwsk | Ukraine             | 2016 |
| Kraljevo        | Serbien             | 2009 |
| L’Aquila        | Italien             | 1996 |
| Nitra           | Slowakei            | 1992 |
| Soltau          | Deutschland         | 1997 |
| Troyes          | Frankreich          | 1970 |
| Verden          | Deutschland         | 1993 |
| Wizebsk         | Belarus             | 2002 |
| Wuxi            | Volksrepublik China | 2008 |
| Zittau          | Deutschland         | 2010 |

## Persönlichkeiten

### Ehrenbürger
- Adam Dyczkowski (1932–2021), römisch-katholischer Bischof von Zielona Góra-Gorzów, Ehrenbürger seit 2008

### Söhne und Töchter der Stadt
- Bartholomäus Pitiscus (1561–1613), deutscher Mathematiker und Theologe
- Abraham Scultetus (1566–1624), deutscher Theologe
- Tadeusz Kuntze (1727–1793), schlesischer Maler des Barock
- Karl Adolf Menzel (1784–1855), deutscher Pädagoge und Historiker
- Karl Adolf von Wachsmann (1787–1862), deutscher Offizier und Schriftsteller
- Wilhelm von Studnitz (1789–1840), deutscher Offizier und Schriftsteller
- Leopold von Schuhmann (1815–1886), deutscher Beamter und Mitglied des Preußischen Herrenhauses
- Rudolf Haym (1821–1901), Philosoph und Publizist
- Wilhelm Foerster (1832–1921), deutscher Astronom
- Arthur Levysohn (1841–1908), deutscher Journalist
- Paul Petras (1860–1941), deutscher Journalist und Heimatdichter
- Leo von Dobschütz (1862–1934), preußischer General
- Otto Julius Bierbaum (1865–1910), deutscher Literat
- Fritz Foerster (1866–1931), deutscher Chemiker
- Eberhard König (1871–1949), deutscher Autor und Dramaturg
- Karl Wilczynski (1884–1959), deutscher Journalist
- Max Klante (ca. 1882–1955), deutscher Wettbetrüger
- Franz Mattenklott (1884–1954), deutscher General der Infanterie
- Siegfried Jaeckel (1892–1970), deutscher Biologe und Zahnarzt
- Erich Bederke (1895–1978), deutscher Geologe
- Ria Jende (1896–1948), deutsche Stummfilmschauspielerin
- Anton Tedesko (1903–1994), deutsch-amerikanischer Ingenieur
- Bernhard Petruschke (1910–2005), deutscher Motorradrennfahrer
- Fritz Wolff (1916–1994), deutscher Politiker, Staatssekretär der DDR
- Annemarie Kaiser (1923–1993), deutsche Malerin und Kunsterzieherin
- Rosa Kühn (* 1928), deutsche Malerin
- Wolfgang Pohlit (* 1928), deutscher Biophysiker und Hochschullehrer
- Siegfried Pitschmann (1930–2002), deutscher Schriftsteller
- Heinz Behrens (1932–2022), deutscher Schauspieler
- Manfred Kliem (1934–2013), deutscher Historiker und Ortschronist
- Friedrich Wilhelm Haack (1935–1991), deutscher Theologe
- Irmgard Hantsche (* 1936), deutsche Historikerin
- Günter Pilarsky (* 1937), deutscher Unternehmer
- Dieter Simon (1937–1988), deutscher Maler, Zeichner und Graphiker
- Günter Freiherr von Steinaecker (* 1938), deutscher Generalmajor der Bundeswehr
- Tom Schroeder (1938–2023), deutscher Musikjournalist und Musikveranstalter
- Dietrich Grüning (1940–2020), deutscher Bildhauer
- Klaus Borck (1942–2009), deutscher Politiker, Landtagsabgeordneter
- Armin Baumert (1943–2022), deutscher Leichtathlet und Sportfunktionär
- Christian Mischke (1944–2022), deutscher Künstler
- Franz-Friedrich Prinz von Preußen (* 1944), Unternehmer und Urenkel des letzten deutschen Kaisers Wilhelm II.
- Maryla Rodowicz (* 1945), polnische Sängerin
- Jürgen Colombo (* 1949), deutscher Radrennfahrer
- Anna Włodarczyk (* 1951), polnische Weitspringerin
- Eric Mayen (* 1953), polnischer und deutscher Maler und Fotograf
- Grzegorz Mądry (* 1954), polnischer Sprinter
- Jerzy Materna (* 1956), polnischer Politiker
- Marek Ast (* 1958), polnischer Jurist und Politiker
- Dariusz Biczysko (* 1962), polnischer Sprinter
- Mirosław Piotrowski (* 1966), polnischer Politiker
- Tomasz Lis (* 1966), polnischer Journalist
- Małgorzata Książkiewicz (* 1967), polnische Sportschützin
- Artur Zasada (* 1969), polnischer Politiker
- Agnieszka Haupe-Kalka (* 1970), polnische Schriftstellerin
- Maciej Mroczek (* 1973), polnischer Politiker
- Maciej Murawski (* 1974), polnischer Fußballspieler
- L.U.C (* 1981), polnischer Rapper und Musikproduzent
- Krzysztof Bosak (* 1982), polnischer Politiker
- Marcin Nitschke (* 1983), polnischer Snookerspieler
- Anna Jagaciak-Michalska (* 1990), polnische Drei- und Weitspringerin
- Filip Prokopyszyn (* 2000), polnischer Bahnradsportler